# Лють у затоці контрабандистів (фільм, 1961)
Лють у затоці контрабандистів (англ. Fury at Smugglers' Bay) — британський пригодницький фільм 1961 року. Автор сценарію та режисер Джон Гіллінг. В головних ролях знімались Пітер Кушинг, Бернард Лі, Мішель Мерсьє та Джон Фрейзер. Сюжет присвячено контрабанді в графстві Корнуолл. Фільм знімали у західному Лондоні, а сцени, що представляють узбережжя Корнуолла, насправді знімали в Абереідді на північному узбережжі Пембрукшира на південному заході Уельсу.

## У ролях
- Пітер Кушинг — сквайр Тревеняна
- Бернард Лі — Чорний Джон
- Мішель Мерсьє — Луїза Лежен
- Джон Фрейзер — Крістофер Тревенян
- Вільям Франклін — капітан
- Джордж Кулуріс — Франсуа Лежен
- Ліз Фрейзер — Бетті
- Джун Торберн — Дженні Тревенян
- Кетрін Кет — матуся
- Мейтленд Мосс — дворецький Том
- Томмі Дагган — Ред Фрайарс
- Крістофер Карлос — пірат Тигр
- Майлз Маллесон — герцога Ейвон
- Алан Браунінг — другий розбійник

## Критика
Девід Паркінсон з Радіо Таймс дав фільму три із п'яти зірок, зазначивши, що «як Кушинг пригадував у своїх мемуарах, що ця пригода 1790-х років схожа на англійський вестерн, зі своїми салунними бійками, розборками, та порятунками в останню хвилину».